# Miko (Künstlerin)
Miko (* 1958 oder 1959 in Bochum als Petra Mikolajczak) ist eine deutsche Sängerin, Schauspielerin, Komponistin und Fernsehmoderatorin.

## Leben
Miko wurde als Petra Mikolajczak in Bochum geboren und absolvierte hier auch ihre Schulausbildung. Die als Sängerin und Schauspielerin ausgebildete Künstlerin war in den frühen 1980er Jahren Mitglied der Neonbabies. Zudem war sie Teil der 1981 in Berlin gegründeten Band 1. Futurologischer Congress. Danach versuchte sie sich als Solokünstlerin auf dem europäischen und amerikanischen Musikmarkt. Mit Joe Mubare veröffentlichte sie 1986 die EP „One Tongue“. Unter der Regie von Frank Ripploh spielte sie 1986 die titelgebende Hauptrolle in dem Spielfilm Miko – Aus der Gosse zu den Sternen, für den sie zugleich das Drehbuch schrieb. Als Darsteller spielten neben Miko auch Tamara Kafka, Zacharias Preen, Thomas Gottschalk und Barbara Valentin.
Im Jahr 1989 publizierte sie mit Niko Lido (Nikolai Shevchenko) und Stephen Keusch die LP „Worlds of Love“, es folgten einige Fernsehauftritte. Sie trat unter anderem bei Live aus dem Alabama und in 3 nach 9 auf.
Als Moderatorin erhielt Miko unter ihrem bürgerlichen Namen den Sonderpreis Live beim Adolf-Grimme-Preis 1985 für die 1984 von Radio Bremen produzierte Sendung Klons.
Miko lebt in Berlin und ist bis in die Gegenwart als Sängerin und Komponistin tätig.

## Diskographie
- 1982: Neonbabies (mit Neonbabies)
- 1983: Schützt die Verliebten (mit 1. Futurologischer Congress)
- 1984: The Voice and the beat
- 1986: Visionen von Schönheit
- 1989: Worlds of Love
- 2005: Testify for a united dream
- 2007: Heat society (mit Jonny Franco als Heated Hearts)
- 2008: Do the love-o-lution

## Filmografie
- 1985: Die Frau mit den Karfunkelsteinen
- 1986: Der Sommer des Samurai
- 1986: Miko – Aus der Gosse zu den Sternen